# Dušan Tadin
Dušan Tadin, hrvaški admiral, * 5. januar 1917, † 19. januar 2002.

## Življenjepis
Tadin se je leta 1935 pridružil KPJ in leta 1941 NOVJ. Med vojno je bil na različnih partijsko-političnih položajih.
Po vojni je bil na različnih štabnih položajih.